# Piero Caravita
Piero Caravita, o Gravita (Narni, 1584 – Roma, 1657), è stato un gesuita italiano.
Predicatore popolare, nel 1617 presiedette la missione gesuita di Roma. Fu fondatore dell'Oratorio del Caravita, costruito nel 1631 vicino al Collegio Romano, con le oblazioni dei fedeli che vivevano nel rione Pigna. Da lui prende il nome la via del Caravita, situata nel medesimo rione romano.